# Muda (Nederland)
Muda is een buurtschap in de gemeente Eemsdelta in de Nederlandse provincie Groningen. Tegenwoordig wordt het gerekend tot het dorp Winneweer.

## Geschiedenis
De naam Muda betekent mond (van een rivier). Het is dan ook gelegen op de plek waar de oorspronkelijke Fivel uitmondde in de Delf, het huidige Damsterdiep, dat tot het begin van de 14e eeuw in open verbinding met de zee stond. Vermoedelijk lag hier een zijl of zeesluis, die werd onderhouden door de ingelanden van het Scharmer- en het Slochterzijlvest. Twee driehoekige perceeltjes aan beide zijden van het diep, waarvan er een in 1832 nog in het bezit was van de schepperij Scharmer, markeren mogelijk de vergaderplaats van deze zijlvesten. Bij de sluis bevond zich vermoedelijk al vroegtijdig een herberg annex sluiswachterswoning; in 1411 wordt een zekere Mense to Muden vermeld, in 1429 Vibbo ten Muda.
In de buurtschap ligt de Muderdraai of Mudesterdraai, een voormalige draaibrug over het Damsterdiep. Via deze brug wisselt de aloude Stadsweg van de zuidelijke oever naar de noordelijke. Het onderhoud van de sluis en de brug te Muda kwam vermoedelijk ten laste beide zijlvesten, al spreekt een document uit 1424 alleen over het Scharmerzijlvest. De til to der Mude wordt in 1439 vermeld; de zijl ter Muden in het Damsterdiep was nog in 1470 in functie. Omstreeks 1750 sprak men over de Mudertil.
Op de plek waar nu de boerderij Mudaheert zich bevindt, stond ooit een blokhuis, een versterkte plaats van de stad Groningen. Deze is in 1501 veroverd en verwoest door troepen van graaf Edzard van Oost-Friesland, die onder het bevel stonden van Sibo Haykens, de drost van Vesting Leerort. Volgens de overlevering lieten ze een houten karnton getrokken door zes paarden aanrukken vanuit Wittewierum. De commandant van het blokhuis Johan Hoetfilter ('Jan de Hoedemaker') dacht dat het een zwaar kanon was en gaf zich over, waarop Hugo von Leisnig optrok naar de stad Groningen.
In 1398 wordt door de kroniek van Johan van Lemego overigens ook melding gemaakt van een steenhuis genaamd 'Aitzum' tussen Ten Post en 'de Muide' dat in naam van Albrecht van Beieren in handen was van de Hollander vetkoper Pieter Reyners(z) en dat jaar werd veroverd door de Ommelander schieringer Eppo van Nittersum, waarop alle Hollanders in het steenhuis in het Damsterdiep werden verdronken en het steenhuis werd gesloopt. Dit Aitzum is wel vereenzelvigd met Ter Mude, maar of het hier om hetzelfde huis Muda gaat is onzeker.
Na 1500 werd op deze plek de boerderij 'Bentissemaheerd ter Muyden' gesticht, die nog later werd hernoemd tot boerderij Mudaheerd. De huidige Mudaheerd dateert van 1935, nadat de vorige boerderij afbrandde.

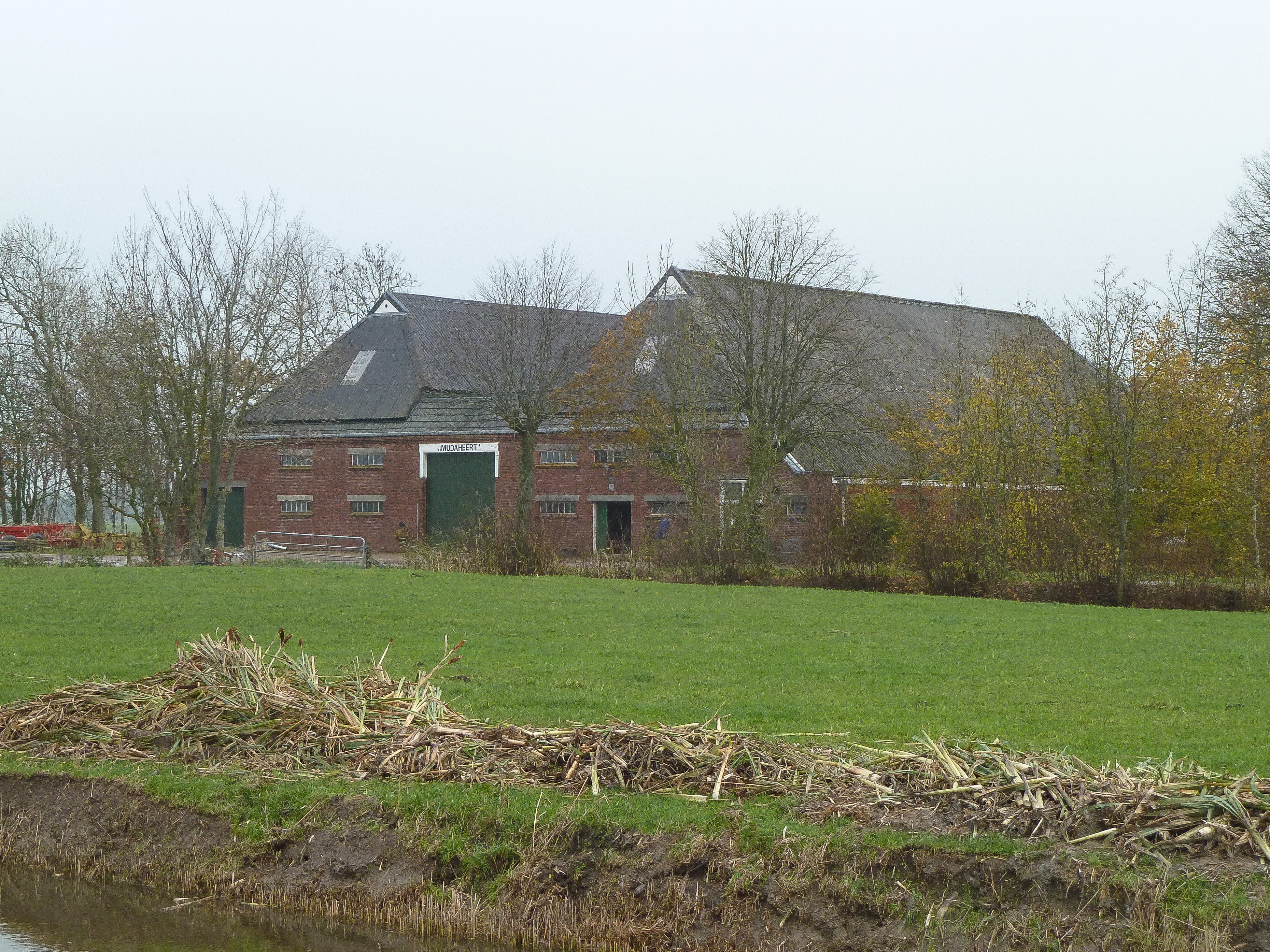
Mudaheert